# Campeonato dos Quatro Continentes de Patinação Artística no Gelo de 2003
O Campeonato dos Quatro Continentes de Patinação Artística no Gelo de 2003 foi a quinta edição do Campeonato dos Quatro Continentes de Patinação Artística no Gelo, um evento anual de patinação artística no gelo organizado pela União Internacional de Patinação (em inglês:  International Skating Union) onde os patinadores artísticos competem pelo título de campeão dos quatro continentes. A competição foi disputada entre os dias 10 de fevereiro e 16 de fevereiro, na cidade de Pequim, China.

## Eventos
- Individual masculino
- Individual feminino
- Duplas
- Dança no gelo

## Medalhistas
| Evento                        | Ouro                                      | Prata                                            | Bronze                                          |
| Individual masculino detalhes | Takeshi Honda · Japão                     | Zhang Min · China                                | Li Chengjiang · China                           |
| Individual feminino detalhes  | Fumie Suguri · Japão                      | Shizuka Arakawa · Japão                          | Yukari Nakano · Japão                           |
| Duplas detalhes               | Shen Xue · Zhao Hongbo · China            | Pang Qing · Tong Jian · China                    | Zhang Dan · Zhang Hao · China                   |
| Dança no gelo detalhes        | Shae-Lynn Bourne · Victor Kraatz · Canadá | Tanith Belbin · Benjamin Agosto · Estados Unidos | Naomi Lang · Peter Tchernyshev · Estados Unidos |

## Resultados

### Individual masculino
| Pos.              | Nome               | Nacionalidade  | Pontos | PC | PL |
| ----------------- | ------------------ | -------------- | ------ | -- | -- |
| Medalha de ouro   | Takeshi Honda      | Japão          | 2.0    | 2  | 1  |
| Medalha de prata  | Zhang Min          | China          | 3.5    | 3  | 2  |
| Medalha de bronze | Li Chengjiang      | China          | 3.5    | 1  | 3  |
| 4                 | Jeffrey Buttle     | Canadá         | 7.5    | 5  | 5  |
| 5                 | Emanuel Sandhu     | Canadá         | 8.0    | 8  | 4  |
| 6                 | Ryan Jahnke        | Estados Unidos | 9.0    | 6  | 6  |
| 7                 | Li Yunfei          | China          | 11.0   | 4  | 9  |
| 8                 | Scott Smith        | Estados Unidos | 12.5   | 9  | 8  |
| 9                 | Fedor Andreev      | Canadá         | 13.0   | 12 | 7  |
| 10                | Evan Lysacek       | Estados Unidos | 15.5   | 11 | 10 |
| 11                | Kensuke Nakaniwa   | Japão          | 15.5   | 7  | 12 |
| 12                | Lee Kyu-Hyun       | Coreia do Sul  | 18.0   | 14 | 11 |
| 13                | Daisuke Takahashi  | Japão          | 18.0   | 10 | 13 |
| 14                | Bradley Santer     | Austrália      | 20.5   | 13 | 14 |
| 15                | Stuart Beckingham  | Austrália      | 22.5   | 15 | 15 |
| 16                | Ricky Cockerill    | Nova Zelândia  | 24.0   | 16 | 16 |
| 17                | Sean Carlow        | Austrália      | 26.5   | 19 | 17 |
| 18                | Manuel Segura      | México         | 27.0   | 18 | 18 |
| 19                | Tristan Thode      | Nova Zelândia  | 27.5   | 17 | 19 |
| 20                | Adrian Alvarado    | México         | 30.5   | 21 | 20 |
| 21                | Humberto Contreras | México         | 31.0   | 20 | 21 |

### Individual feminino
| Pos.                                                  | Nome                    | Nacionalidade  | Pontos | PC | PL |
| ----------------------------------------------------- | ----------------------- | -------------- | ------ | -- | -- |
| Medalha de ouro                                       | Fumie Suguri            | Japão          | 1.5    | 1  | 1  |
| Medalha de prata                                      | Shizuka Arakawa         | Japão          | 3.0    | 2  | 2  |
| Medalha de bronze                                     | Yukari Nakano           | Japão          | 4.5    | 3  | 3  |
| 4                                                     | Ann Patrice McDonough   | Estados Unidos | 6.0    | 4  | 4  |
| 5                                                     | Jennifer Robinson       | Canadá         | 9.0    | 8  | 5  |
| 6                                                     | Fang Dan                | China          | 9.0    | 6  | 6  |
| 7                                                     | Amber Corwin            | Estados Unidos | 9.5    | 5  | 7  |
| 8                                                     | Joannie Rochette        | Canadá         | 11.5   | 7  | 8  |
| 9                                                     | Anastasia Gimazetdinova | Uzbequistão    | 14.5   | 11 | 9  |
| 10                                                    | Miriam Manzano          | Austrália      | 15.0   | 10 | 10 |
| 11                                                    | Sun Siyin               | China          | 16.5   | 9  | 12 |
| 12                                                    | Annie Bellemare         | Canadá         | 18.0   | 14 | 11 |
| 13                                                    | Park Bit-Na             | Coreia do Sul  | 19.0   | 12 | 13 |
| 14                                                    | Liu Yan                 | China          | 20.5   | 13 | 14 |
| 15                                                    | Joanne Carter           | Austrália      | 23.0   | 16 | 15 |
| 16                                                    | Shirene Human           | África do Sul  | 24.5   | 17 | 16 |
| 17                                                    | Choi Young-Eun          | Coreia do Sul  | 24.5   | 15 | 17 |
| 18                                                    | Lee Sun-Bin             | Coreia do Sul  | 27.5   | 19 | 18 |
| 19                                                    | Sarah-Yvonne Prytula    | Austrália      | 28.0   | 18 | 19 |
| 20                                                    | Ana Cecilia Cantu       | México         | 30.0   | 20 | 20 |
| 21                                                    | Jenna-Anne Buys         | África do Sul  | 32.5   | 23 | 21 |
| 22                                                    | Diane Chen              | Taipé Chinesa  | 34.0   | 24 | 22 |
| 23                                                    | Abigail Pietersen       | África do Sul  | 34.0   | 22 | 23 |
| 24                                                    | Gladys Orozco           | México         | 34.5   | 21 | 24 |
| Não avançaram para a patinação livre / programa longo |                         |                |        |    |    |
| 25                                                    | Shirley Hsin Hui Tsai   | Taipé Chinesa  | —      | 25 |    |
| 26                                                    | Imelda-Rose Hegerty     | Nova Zelândia  | —      | 26 |    |
| 27                                                    | Ingrid Roth             | México         | —      | 27 |    |

### Duplas
| Pos.              | Nome                                  | Nacionalidade  | Pontos | PC | PL |
| ----------------- | ------------------------------------- | -------------- | ------ | -- | -- |
| Medalha de ouro   | Shen Xue / Zhao Hongbo                | China          | 1.5    | 1  | 1  |
| Medalha de prata  | Pang Qing / Tong Jian                 | China          | 3.0    | 2  | 2  |
| Medalha de bronze | Zhang Dan / Zhang Hao                 | China          | 4.5    | 3  | 3  |
| 4                 | Anabelle Langlois / Patrice Archetto  | Canadá         | 6.0    | 4  | 4  |
| 5                 | Tiffany Scott / Philip Dulebohn       | Estados Unidos | 7.5    | 5  | 5  |
| 6                 | Kathryn Orscher / Garrett Lucash      | Estados Unidos | 10.0   | 8  | 6  |
| 7                 | Yuko Kawaguchi / Alexander Markuntsov | Japão          | 10.0   | 6  | 7  |
| 8                 | Jacinthe Larivière / Lenny Faustino   | Canadá         | 11.5   | 7  | 8  |
| 9                 | Elizabeth Putnam / Sean Wirtz         | Canadá         | 14.0   | 10 | 9  |
| 10                | Marina Aganina / Artem Knyazev        | Uzbequistão    | 15.5   | 11 | 10 |
| WD                | Rena Inoue / John Baldwin, Jr.        | Estados Unidos | —      | 9  | WD |

### Dança no gelo
| Pos.              | Nome                                   | Nacionalidade  | Pontos | DC1 | DO | DL |
| ----------------- | -------------------------------------- | -------------- | ------ | --- | -- | -- |
| Medalha de ouro   | Shae-Lynn Bourne / Victor Kraatz       | Canadá         | 2.0    | 1   | 1  | 1  |
| Medalha de prata  | Tanith Belbin / Benjamin Agosto        | Estados Unidos | 4.8    | 4   | 2  | 2  |
| Medalha de bronze | Naomi Lang / Peter Tchernyshev         | Estados Unidos | 5.6    | 2   | 3  | 3  |
| 4                 | Marie-France Dubreuil / Patrice Lauzon | Canadá         | 7.6    | 3   | 4  | 4  |
| 5                 | Megan Wing / Aaron Lowe                | Canadá         | 10.0   | 5   | 5  | 5  |
| 6                 | Melissa Gregory / Denis Petukhov       | Estados Unidos | 12.0   | 6   | 6  | 6  |
| 7                 | Zhang Weina / Cao Xiaoming             | China          | 14.0   | 7   | 7  | 7  |
| 8                 | Rie Arikawa / Kenji Miyamoto           | Japão          | 17.0   | 9   | 9  | 8  |
| 9                 | Nozomi Watanabe / Akiyuki Kido         | Japão          | 17.0   | 8   | 8  | 9  |
| 10                | Yang Fang / Gao Chongbo                | China          | 20.0   | 10  | 10 | 10 |
| 11                | Yu Xiaoyang / Wang Chen                | China          | 22.6   | 11  | 12 | 11 |
| 12                | Olga Akimova / Ramil Sarkulov          | Uzbequistão    | 24.6   | 12  | 13 | 12 |
| WD                | Natalie Buck / Trent Nelson-Bond       | Austrália      | —      | 13  | 11 | WD |

## Quadro de medalhas
| Ordem | País           | Medalha de ouro | Medalha de prata | Medalha de bronze |    | Ordem por total |
| ----- | -------------- | --------------- | ---------------- | ----------------- | -- | --------------- |
| 1     | Japão          | 2               | 1                | 1                 | 4  | 2               |
| 2     | China          | 1               | 2                | 2                 | 5  | 1               |
| 3     | Canadá         | 1               |                  |                   | 1  | 4               |
| 4     | Estados Unidos |                 | 1                | 1                 | 2  | 3               |
| TOTAL | TOTAL          | 4               | 4                | 4                 | 12 | —               |